# María Jesús Cloquells Tudurí
María Jesús Cloquells Tudurí   (Menorca, 27 de desembre de 1967) és una escriptora menorquina, amb obra publicada majoritàriament de literatura infantil i juvenil.
És membre de l'Associació d'Escriptors en Llengua Catalana i Centre Espanyol de Drets Reprogràfics CEDRO i ha publicat llibres de relats, contes infantils i narrativa juvenil, principalment en llengua catalana. Ha guanyat diversos premis literaris i ha col·laborat amb entitats per a la promoció i difusió de la literatura.

## Obres
- Dotze Històries d'aquell temps, Co-autora (2002). Editorial Menorca i Obra Social Sa Nostra.[5][6]
- El foner de Nura (2004). Ajuntament de Ciutadella de Menorca.[7]
- La maledicció de la tomba del faraó (2005). Universitat de les Illes Balears, Ajuntament d'Alaior (Menorca) i Institut Menorquí d'Estudis.[8]
- Co-autora de Recull de contes 2007 (2007). Consorci per al foment de la llengua catalana i la projecció exterior de la cultura de les Illes Balears (Govern de les Illes Balears).[9][10]
- La casa dels núvols (2009). Ajuntament des Mercadal (Menorca) i  l'Obra Social La Caixa.[11]
- El constructor de talaiots (2008). Consell Insular de Menorca.[12][13][14][15]
- L'estatueta màgica (2008). Consell Insular de Menorca.[16][17][18]
- La fulla de la tardor (2010). Amazon Kindle.
- La llegenda de la ciutat submergida (2020). Amazon Kindle.
- Les increïbles aventures de Vicent Carloforte i del Capità Shouten (2024). Edicions Balèria[19]

### Altres publicacions
- Cròniques Mitològiques (2002). Revista Diari Menorca, relat inclòs en el Programa de Festes de la Mare de Déu de Gràcia de Maó.[20]
- La llegenda del vaixell anglès (2004). Relat inclòs en l'Edició Programa Festes Sant Climent 2004.[21]
- Les paraules màgiques (2008). Relat inclòs en la Revista del "Centre de persones majors". Departament d'acció social del Consell Insular de Menorca.[22]
- Els tres regals (2008). Relat inclòs en el Programa de Nadal, cap d'any i Reyes. Ajuntament de Maó.[23]
- Els nuvis de Santa Eulàlia (2009). Relat inclòs en el Programa Festes de Sant Llorenç Alaior 2009.[24][25]
- El Cavaller caigut (2010), Relat inclòs en la revista “Ultima Hora Menorca, edició especial Festes d'Alaior 2010”.[26]

## Premis
- 11r Premi de Narració curta Illa de Menorca (Finalista). 2002: Dotze històries d'aquell temps (L`última llegenda)[27]
- Premi de narració curta Sant Climent. (2004): La llegenda del vaixell anglès.[21]
- Premi Contarella de literatura juvenil (2004). El foner de Nura.[7]
- VI Premi Josep Miquel Guàrdia de narrativa juvenil (2005): Una història de 3000 anys.[28]
- I Premi de narrativa infantil des Mercadal i Fornells (2009); La casa dels núvols[29][30]
- Premis Sant Llorenç (2009): Els nuvis de Santa Eulàlia.[31][32]
- 1r Premi Joan Mascaró i Fornés de Narrativa Juvenil, Vila de Santa Margalida (2024). Les increïbles aventures de Vicent Carloforte i del capità Shouten.[19]
- VI Premi Benvingut Oliver de Literatura Infantil (2025). El petit aviador[33]